# تای لایون ایر
تای لایون ایر (به انگلیسی: Thai Lion Air) یک شرکت هواپیمایی با کد یاتا SL است که در ۴ دسامبر ۲۰۱۳ میلادی تأسیس شده‌است. قطب تای لایون ایر در فرودگاه بین‌المللی دن موئنگ قرار دارد.